# Ulises Toirac
Ulises Toirac es un Actor, director, humorista y guionista nacido en 1963 en Cuba, Ulises fue de esos niños de los que se dice "es muy inquieto". De la misma manera la gente le decía a los padres: "...es muy gracioso", que era un eufemismo para no afirmar lo que era un evidente: el niño era muuuy feo.
Como era tan intranquilo empezó a actuar desde muy pequeño y como era tan feo, se dedicó al humor. Aunque nadie recuerda con exactitud la primera vez que actuó personificando al octavo enanito de Blancanieves en una representación teatral que se hizo en su escuela primaria, Ulises cuenta como inicio de su labor artística el año en que presentó (ya estudiando bachillerato), un montaje escénico de Un Brindis por el Zonzo de Onelio Jorge Cardoso en el año 1979.
Luego de graduarse en 1986 de Ingeniero Electricista, se incorporó al quehacer artístico, primero de la mano de Alejandro García (Virulo) en el teatro, y luego por sus propios pies.
Ha trabajado el teatro, la radio, el cine, la televisión y el cabaret. Ha obtenido numerosos premios. Actualmente es miembro de la UNEAC Archivado el 23 de agosto de 2015 en Wayback Machine. y ha sido galardonado con la Orden por la Cultura Nacional. Entre 1998 y 2000, según encuestas del Centro de Investigaciones Sociales del ICRT, Ulises ha sido el humorista más popular de Cuba en casi todos los años.
A continuación, muy grosso modo, sus más destacados trabajos en varios medios:

## Cine
- Alicia en el Pueblo Maravillas.

- Adorables Mentiras en Internet Movie Database (en inglés)..

- Pata Negra en Internet Movie Database (en inglés)..

- Chivichana La Película.

- Un rey en La Habana en Internet Movie Database (en inglés)..

## Teatro
- Ópera X

- Miramar 81, 32 y 132 (y secuelas)

- Voy a pedir pa' ti.

- Con las tiras del pellejo (unipersonal)

- El Flaco (unipersonal)

## Radio
- El Programa de Ramón (act., esc.)

- Contalco (act., dir., esc.)

- Quiero Hablar contigo (act.)

## Televisión
- Doble Filo (act.)

- Sabadazo (act., esc.)

- ¿Y tú de qué te ríes? (act., esc., dir.)

- ¿Jura decir la verdad? (act., esc., dir.)

## Enlaces
- | Sitio Web Oficial del programa de tv ¿Jura Decir La Verdad?

- Ulises Toirac en Internet Movie Database (en inglés).

- ¿Jura decir la verdad?

- Datos: Q6155301
- Multimedia: Ulises Toirac / Q6155301